# Moonbeam
Moonbeam es un municipio canadiense situado en la provincia de Ontario.

## Superficie
Moonbeam tiene una superficie de 234,46 km².

## Demografía
En 2021, tenía 1157 habitantes, una densidad poblacional de 4,9 hab./km², y 759 viviendas.